# Euidastor pansa
Euidastor pansa är en insektsart som beskrevs av Ronald Gordon Fennah 1969. Euidastor pansa ingår i släktet Euidastor och familjen sporrstritar. Inga underarter finns listade i Catalogue of Life.